# Березовский, Сергей Елеазарович
Сергей Елеазарович Березовский (1864 — после 1917) — хирург, ординарный профессор Московского университета.

## Биография
Из дворян. Окончил медицинский факультет Московского университета (1888). Поступил на службу ординатором госпитальной хирургической клиники Московского университета. Защитил докторскую диссертацию «Радикальная операция косой паховой грыжи» (1895), утверждён приват-доцентом Московского университета, читал курс хирургической диагностики. Командирован за границу (1898). По возвращении читал курс хирургической патологии и терапии. Сверхштатный экстраординарный профессор (1907), после ухода И. П. Алексинского получил должность ординарного профессора (1911) кафедры хирургической патологии. После возвращения И. П. Алексинского (1917) работал на кафедре сверхштатным экстраординарным профессором.